# Margarete Hielscher
Margarete Hielscher (* 12. September 1899 in Arnsdorf, Landkreis Hirschberg im Riesengebirge; † 13. April 1985 in Stadtroda) war eine deutsche Ärztin, die im Rahmen der „Kinder-Euthanasie“ an NS-Verbrechen beteiligt war.

## Leben
Die Tochter des Kaufmanns und Gemeindevorstehers Otto Hielscher besuchte in ihrem Geburtsort von 1905 bis 1912 die Volksschule, danach für ein Jahr das Lyzeum in Liegnitz und zuletzt das Realgymnasium in Hirschberg, wo sie ihre Schullaufbahn 1919 mit dem Abitur abschloss. Anschließend absolvierte Hielscher ein Studium der Medizin an den Universitäten Breslau und München, das sie 1927 mit Staatsexamen abschloss. Ihr Medizinalpraktikum absolvierte sie u. a. in der Heil- und Pflegeanstalt in Hildburghausen. Ab Mitte Mai 1928 war Hielscher als Volontärin auf der Abteilung für „geisteskranke“ Frauen in den Landesheilanstalten Stadtroda tätig und wurde dort Anfang April 1929 Assistenzärztin. Ab 1930 war Hielscher als Ärztin an der jugendpsychiatrischen Abteilung der Landesheilanstalten Stadtroda tätig, wo sie später als Oberärztin beschäftigt war.
Sie wurde 1930 an der Universität Jena mit der Dissertation „Die Unfruchtbarmachung Schwachsinniger aus rassenhygienischen und sozialen Gründen“ zum Dr. med. promoviert.
Am 20. Oktober 1937 beantragte sie die Aufnahme in die NSDAP und wurde rückwirkend zum 1. Mai desselben Jahres aufgenommen (Mitgliedsnummer 5.959.639). Sie wurde auch Mitglied im NS-Ärztebund und bei der NSV. Hielscher wurde 1938 zur Medizinalrätin ernannt und war ärztliche Beisitzerin des Erbgesundheitsgerichtes in Jena.
Während des Zweiten Weltkrieges leitete sie von 1943 bis 1945 unter dem Klinikleiter Gerhard Kloos eine – euphemistisch genannte – „Kinderfachabteilung“ an den Thüringischen Landesheilanstalten Stadtroda, die der jugendpsychiatrischen Abteilung angegliedert war. Von den dort aufgenommenen Kindern starben mindestens 72, u. a. durch Nahrungsentzug und/oder tödlich wirkende Luminalgaben.

„Intellektuell besteht ein hochgradiger Schwachsinn (Idiotie), der im Hinblick auf neurologischen und encephalographischen Befund als exogen anzusehen ist. Das Kind ist bei seiner völligen Hilflosigkeit und Pflegebedürftigkeit ein reiner Verwahrfall. Es ist unseres Erachtens vollkommen bildungsunfähig.“

Nach Kriegsende trat sie der SPD bei und wurde nach der Vereinigung von SPD und KPD Mitglied der SED. Des Weiteren war sie Mitglied im DFD, in der DSF und im DRK.
Hielscher blieb (wie auch der psychiatrische Oberarzt und stellvertretende Leiter Johann Schenk) durchgehend am Krankenhaus Stadtroda tätig und trat dort im März 1965 als Oberärztin der Kinderabteilung in den Ruhestand.
Hielscher wurde im Dezember 1946 von der Polizei in Stadtroda im Rahmen der Anstaltsverbrechen in Stadtroda zu zwei ehemaligen Oberpflegern lediglich verhört. Sie geriet ab 1965 in den Fokus der Kreisdienststelle Stadtroda des MfS, die gegen den ehemaligen Klinikleiter Kloos und weiteres ehemaliges Anstaltspersonal Ermittlungen aufnahm (Operativ-Vorgang Ausmerzer). Der amtierende Klinikleiter des Krankenhauses Stadtroda Erich Drechsler hatte im November 1964 dem MfS Hinweise aus dem  Klinikarchiv auf Euthanasieverbrechen zur NS-Zeit gemeldet.
Obwohl es einen hinreichenden Verdacht der Mitwirkung Hielschers an Tötungen von Kindern in der Kinderfachabteilung von Stadtroda gab, wurde Hielscher nicht vor Gericht gestellt „um eine Diskriminierung der DDR zu vermeiden“.